# Постолакас, Ахиллес
Ахиллес Постолакас (греч.  Αχιλλεύς Ποστολάκας; 1821—1897) — австрийский и греческий нумизмат и археолог XIX века. Автор ряда работ по нумизматике.

## Биография

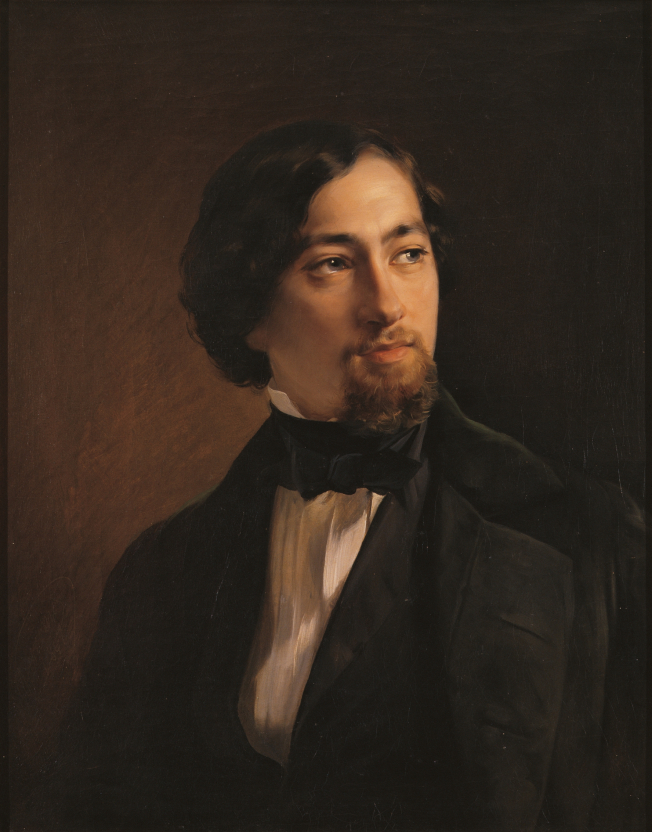
Художник Иконому, Аристидис: « Портрет Ахиллеса Постолакаса» в молодости, 1847

Ахиллес Постолакас родился в 1821 году в Вене. Его родители принадлежали к многотысячной в XVIII и XIX веках греческой общине австрийской столицы.
Образование получил в Вене.
В 1856 году, в возрасте 35 лет, и будучи уже известным нумизматом, был приглашён в Грецию возглавить дирекцию Нумизматического музея Афин.

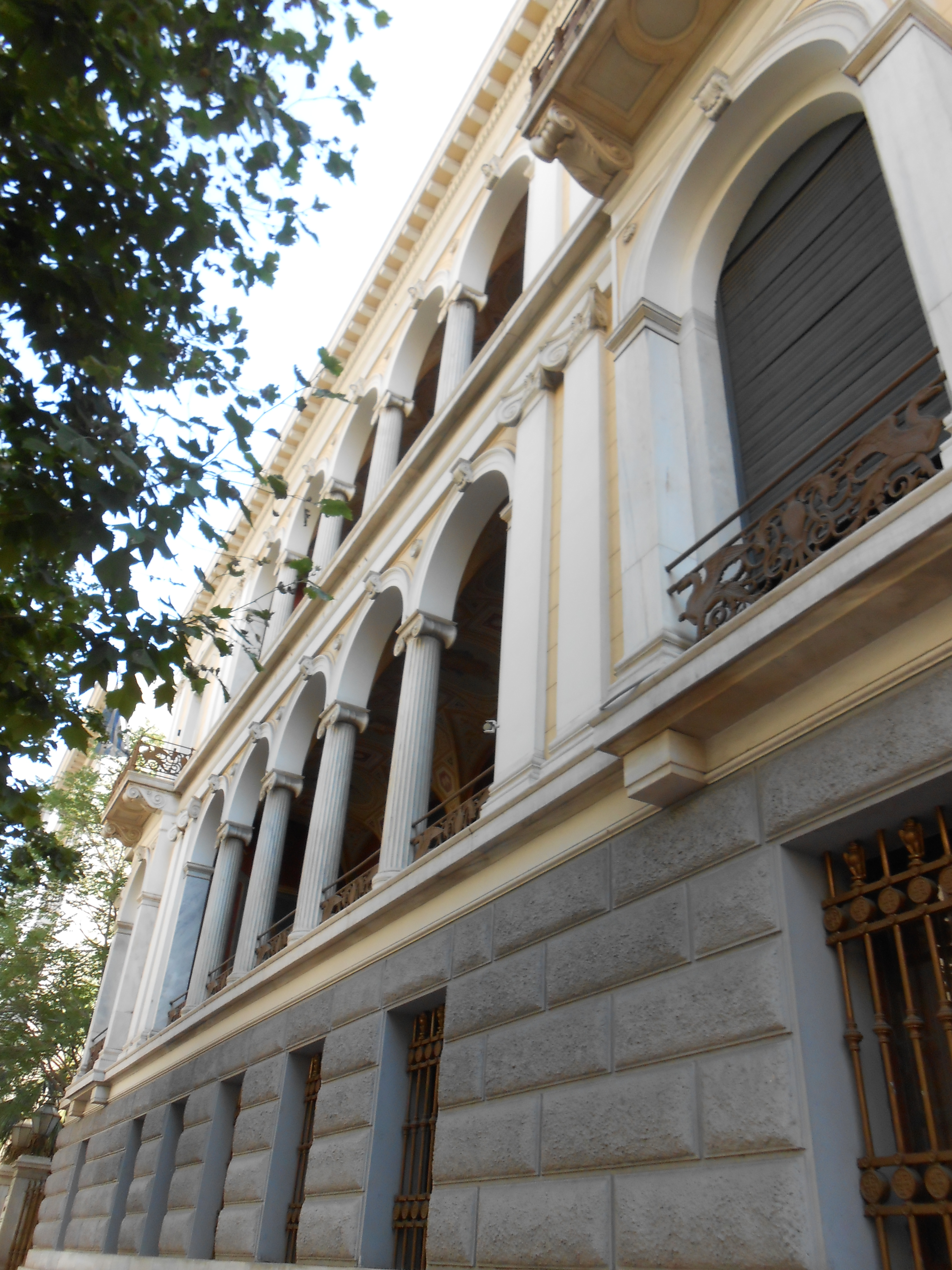
Фасад Нумизматического музея Афин

Постолакас проработал в музее до 1888 года.
Он заложил основы научной организации музея, увеличил количество экспонатов и пополнил музейную библиотеку.
В 1868 году он издал на греческом и латинском языках первый том полного каталога Нумизматического музея.
Он также издал «Каталог древних монет островов Керкира, Лефкас, Закинф, Итака, Кефалиния и Китира», трактат о монетах Аркадии.
Постолакас ушёл с поста директора Нумизматического музея в 1888 году.
За два года до его смерти, Афинское археологическое общество присвоило Постолакасу титул почётного члена Общества. Постолакас отказался принять титул, в силу того, что П. Каввадиас, новый генеральный секретарь Общества (с 1895 года), был среди инициаторов, имевшего место раннее, судебного преследования Постолакаса, обвиняя его в присвоении монет с раскопок на острове Делос и других артефактов и древних произведений искусства.
Ахиллес Постолакас умер в Афинах в 1897 году.